# Procol's Ninth
Procol's Ninth är ett musikalbum av Procol Harum som släpptes på Chrysalis Records 1975. Skivan producerades av Jerry Leiber och Mike Stoller. Skivans inledande låt "Pandora's Box" blev gruppens sista hitsingel i Storbritannien, och även "Veckans smash hit" i svenska Poporama.

## Låtlista
(låtarna skrivna av Keith Reid och Gary Brooker där inget annat anges)
1. "Pandora's Box" - 3:36
2. "Fool's Gold" - 3:58
3. "Taking The Time" - 3:37
4. "The Unquiet Zone" - 3:39
5. "The Final Thrust" - 4:35
6. "I Keep Forgetting" (Leiber/Stoller) - 3:25
7. "Without a Doubt" - 4:29
8. "The Piper's Tune" - 4:26
9. "Typewriter Torment" - 4:27
10. "Eight Days a Week" (John Lennon/Paul McCartney) - 2:54

## Listplaceringar
| Lista (1975)   | Position             |
| -------------- | -------------------- |
| Danmark        | 6 (DR "Top 20")      |
| Finland        | 2                    |
| Frankrike      | 5                    |
| Norge          | 11 (VG-lista)        |
| Storbritannien | 41 (UK Albums Chart) |
| Sverige        | 9 (Kvällstoppen)     |
| USA            | 52 (Billboard 200)   |